# Kamen Rider V3
Kamen Rider V3 (仮面ライダーV3, Kamen Raidā Buisurī) is een Japanse tokusatsuserie, en de tweede van de Kamen Rider series. De serie is een direct vervolg op zijn voorganger, Kamen Rider.
De serie was een coproductie tussen Ishimori Productions en Toei. De serie liep oorspronkelijk van februari 1973 tot februari 1974 met een totaal van 52 afleveringen.

## Plot
De serie draait om de held Kamen Rider V3, alias Shirō Kazami. Hij is getuige hoe zijn hele familie wordt vermoord door de Destron-organisatie. Kamazi wordt zelf ook bijna gedood, maar gered door tussenkomst van Kamen Riders 1 en 2. De op wraak beluste Kazami vraagt aan de twee helden of ze hem ook tot een cyborg willen ombouwen zodat hij Destron kan bevechten. De twee weigeren in eerste instantie, maar veranderen van gedachten wanneer Kazami dodelijk gewond raakt terwijl hij de Destron basis infiltreert en de twee helden red uit een val. Kazami wordt door het duo omgebouwd tot Cyborg en wordt zo de derde Kamen Rider.
Wanneer Kamen Riders 1 en 2 om lijken te komen staat Kazami, alias Kamen Rider V3 er alleen voor. Hij moet zijn nieuwe krachten leren beheersen om Destron en diens leger van cyborgs te verslaan.

## Hoofdpersonen

### Shiro Kazami en helpers
- Shirō Kazami / Kamen Rider V3 (風見 志郎 / 仮面ライダーＶ３, Kazami Shirō / Kamen Raidā Bui Surī): de held van de serie. Hij beschikt over 26 speciale krachten die hij gebruikt om de Destronmonsters te bevechten. Kazami is een 22-jarige student aan de Jonan University. Hij en zijn familie werden het doelwit van Destron toen Kazami zag hoe Destron een wegwerker vermoordde.
- Tōbei Tachibana (立花 藤兵衛, Tachibana Tōbei): Shirō's mentor en adviseur. Hij deed ook mee in de originele Kamen Rider serie.
- Junko Tama (珠 純子, Tama Junko): een jonge vrouw die verliefd is op Shirō. Shirō is zich hiervan bewust, maar gaat hier niet dieper op in uit angst dat zijn leven als held haar in gevaar zal brengen. Ze brengt zichzelf vaak in de problemen zodat V3 haar kan redden.
- Shigeru Tama (珠 シゲル, Tama Shigeru): Junko's kleine broertje en lid van de Boys' Kamen Rider Squad.
- Jōji Yūki / Riderman (結城 丈二 / ライダーマン, Yūki Jōji / Raidāman): een wetenschapper en bondgenoot van V3.
- The Boys' Kamen Rider Squad (少年仮面ライダー隊, Shōnen Kamen Raidā Tai): een “organisatie” van jonge kinderen die Kamen Rider V3 helpen Leden van deze groep bevinden zich in heel Japan.
- Ken Sakuma (佐久間 ケン, Sakuma Ken): Een Destronjager van interpol, die V3 in een paar afleveringen helpt.

### Destron
Een kwaadaardige organisatie. De organisatie is gevormd onder bevel van de mysterieuze Grote Leider, en bestaat grotendeels uit de nog levende leden van Gel-Shocker; de organisatie waar Kamen Riders 1 en 2 tegen vochten in de vorige serie.
De organisatie gebruikt cyborgs als monsters en soldaten.
- Great Leader of Destron (デストロン首領, Desutoron Shuryō): de leider van Destron. In het begin leidde hij zelf de organisatie, maar in latere afleveringen laat hij dit vooral over aan generaals. Zijn cyborgs zijn een combinatie van een door mensen gemaakt voorwerp en een dier. Aanvankelijk werd enkel zijn stem gehoord. Pas tegen het einde van de serie onthulde hij zichzelf.
- Doktor G (ドクトルG, Dokutoru Gē, 13-30) / Crab Laser (カニレーザー, Kani Rēzā, 30): Destrons eerste generaal, afkomstig uit Duitsland. Zijn cyborgs zijn van hetzelfde model als die van de Grote Leider. Na vele mislukkingen liet hij zichzelf veranderen in het Crab Laser monster, en bevocht eigenhandig V3. Hij werd door hem vernietigd.
- Baron Fang (or Baron Tusk) (キバ男爵, Kiba Danshaku, 31-35) / Vampiric Mammoth (吸血マンモス, Kyūketsu Manmosu, 35): Dr. G’s opvolger. Hij is een tovenaar en leider van de Fang Clan monsters. Al zijn monsters zijn gemuteerde wilde dieren. Baron Fangs krachten zijn allemaal op magie gebaseerd. Net als Dr. G veranderde hij zichzelf uiteindelijk in een monster om eigenhandig V3 te bevechten.
- Archbishop Wing (ツバサ大僧正, Tsubasa Dai Sōjō, 36-40) / Zombie Bat (死人コウモリ, Shibito Kōmori, 40, 52): Baron Fangs opvolger, en leider van de Winged Corps monsters. Al zijn monsters zijn gemuteerde versies van vliegende dieren.
- Marshal Armor (of Armored General) (ヨロイ元帥, Yoroi Gensui, 41-52) / Crawganna (ザリガーナ, Zarigāna, 51-52): Destrons laatste generaal. De meeste van zijn monsters zijn gemuteerde versies van gepantserde dieren.
- Destron's Kaijins: de monsters van Destron. Ze zijn onderverdeeld in verschillende subgroepen: de Mechanical Army (機械合成怪人, Kikai Gōsei Kaijin), de Fang Tribe (キバ一族, Kiba Ichizoku), de Wing Unit (ツバサ一族, Tsubasa Ichizoku), en de Armored Division (ヨロイ一族, Yoroi Ichizoku).

### Gastrollen
- Kamen Rider 1 / Takeshi Hongō: een van de helden uit Kamen Rider
- Kamen Rider 2 / Hayato Ichimonji: de andere held uit Kamen Rider
- Colonel Zol: een van de laatste nog levende Gel-Shocker leden uit Kamen Rider
- Doctor Death: een van de laatste nog levende Gel-Shocker leden uit Kamen Rider
- Ambassador Hell: een van de laatste nog levende Gel-Shocker leden uit Kamen Rider
- General Black: een van de laatste nog levende Gel-Shocker leden uit Kamen Rider

## Afleveringen
1. Rider #3, the Name is V3! (ライダー3号 その名はV3!, Raidā Sangō Sono Na wa Buisurī!)
2. The Double Riders' Last Will and Testament (ダブルライダーの遺言状, Daburu Raidā no Yuigonjō)
3. V3 Sentenced to Death (死刑台のV3, Shikeidai no Buisurī)
4. V3's 26 Secrets!? (V3の26の秘密!?, Buisurī no Nijūroku no Himitsu!?)
5. The Snake-Man Who Had a Machine Gun (機関銃を持ったヘビ人間, Kikanjū o Motta Hebi Ningen)
6. Hammer Jellyfish Appears! Fire V3's Finishing Move!! (ハンマークラゲ出現! 放てV3の必殺わざ!!, Hanmā Kurage Shutsugen! Hanate Buisurī no Hissatsu-waza!!)
7. Rider V3's Crash Course in Anger (ライダーV3 怒りの特訓, Raidā Buisurī Ikari no Tokkun)
8. Danger, V3! The Fear of the Approaching Electric Saw (危うしV3! 迫る電気ノコギリの恐怖, Ayaushi Buisurī! Semaru Denki Nokogiri no Kyōfu)
9. Destron, What is "Hell Corps"!? (デストロン、地獄部隊とは何か!?, Desutoron, Jigoku Butai to wa Nani ka!?)
10. Double Typhoon's Secret (ダブルタイフーンの秘密, Daburu Taifūn no Himitsu)
11. The Devil's Claw Aims at V3! (悪魔の爪がV3をねらう!, Akuma no Tsume ga Buisurī o Nerau!)
12. Junko's Going to be a Monster's Bride!! (純子が怪人の花嫁に!?, Junko ga Kaijin no Hanayome ni!?)
13. The Chief Executive Of Terror, Doktor G! (恐怖の大幹部ドクトル・ゲー!, Kyōfu no Daikanbu Dokutoru Gē!)
14. The Double Riders' Secret Memento (ダブルライダー秘密のかたみ, Daburu Raidā Himitsu no Katami)
15. Rider V3's Deadly Weakness!! (ライダーV3 死の弱点!!, Raidā Buisurī Shi no Jakuten!!)
16. The Gecko Monster That Carried a Missile on Its Back (ミサイルを背負ったヤモリ怪人!, Misairu o Seotta Yamori Kaijin)
17. Devil Spray is the Grim Reaper's Weapon (デビルスプレーは死神の武器, Debiru Supurē wa Shinigami no Buki)
18. The Devil's Treachery; V3 in Danger? (悪魔の裏切り あやうしV3?, Akuma no Uragiri Ayaushi Buisurī?)
19. Porcupinefish Apache's Torpedo Plan (ハリフグアパッチの魚雷作戦!!, Harifugu Apatchi no Gyorai Sakusen!!)
20. Destron's Shikoku Occupation Operation (デストロン四国占領作戦, Desutoron Shikoku Senryō Sakusen)
21. The Double Riders Who Survived (生きていたダブルライダー, Ikite Ita Daburu Raidā)
22. Fear Camp! The Riddle of the Underground Canal (恐怖のキャンプ! 地底運河のなぞ!, Kyōfu no Kyanpu! Chitei Unga no Nazo!)
23. Bizarre! The Bloodsucking Man Who Came From the Graveyard (怪奇! 墓場から来た吸血男, Kaiki! Hakaba Kara Kita Kyūketsu Otoko)
24. Bizarre! Cockroach Mansion!! (怪奇! ゴキブリ屋敷!!, Kaiki! Gokiburi Yashiki!!)
25. Bizarre!! Destron, Ranger Corps (怪奇!! デストロン、レインジャー部隊, Kaiki!! Desutoron, Reinjā Butai)
26. Demon Heater Cicada's Mummy Operation (怪人ヒーターゼミのミイラ作戦, Kaijin Hītā Zemi no Miira Sakusen)
27. Resurrected Sol - Grim Reaper - Hell - Black (生きかえったゾル・死神・地獄・ブラック, Ikikaetta Zoru - Shinigami - Jigoku - Burakku)
28. The Five Executives' General Attack!! (五大幹部の総攻撃!!, Go Daikanbu no Sōkōgeki!!)
29. Doktor G's Final Challenge! (ドクトル・ゲー最後の挑戦!, Dokutoru Gē Saigo no Chōsen!)
30. Doktor G! The Devil's True Identity? (ドクトル・ゲー!悪魔の正体は?, Dokutoru Gē! Akuma no Shōtai wa?)
31. The Cursed Exectutive Baron Fang Appears!! (呪いの大幹部キバ男爵出現!!, Noroi no Daikanbu Kiba-danshaku Shutsugen!!)
32. The Will-o'-the-Wisp Swamp's Mysterious Rider Team Annihilation (鬼火沼の怪 ライダー隊全滅!?, Onibi Numa no Kai Raidā Tai Zenmetsu!?)
33. V3 in Danger! The Returning Rider #1, #2!! (V3危うし! 帰ってきたライダー1号、2号!!, Buisurī Ayaushi! Kaete Kita Raidā Ichigō, Nigō!!)
34. Close Call! Baron Fang Vs. Three Riders (危機一髪! キバ男爵対三人ライダー!, Kikiippatsu! Kiba-danshaku Tai Sannin Raidā!)
35. Baron Fang's Last Transformation (キバ男爵最後の変身, Kiba-danshaku Saigo no Henshin)
36. The Sky's Majin, Wing Army (空の魔神 ツバサ軍団, Sora no Majin Tsubasa Gundan)
37. The Suspicious Temple; The Curse of the Flying Squirrel Tribe (怪しの寺 ムササビ族の呪い!, Ayashi no Tera Musasabi Zoku no Noroi)
38. V3 Taking Children, Deadly Skydiving (子連れV3 死のスカイダイビング, Kotsure Buisurī Shi no Sukaidaibingu)
39. Fear of the Man-Eating Banana Plant Goose (人喰い植物 バショウガンの恐怖, Hitokui Shokubutsu Bashōgan no Kyōfu)
40. Deadly! V3 Mach Kick!! (必殺! V3マッハキック!!, Hissatsu! Buisurī Mahha Kikku!!)
41. Ah! Humans are Melting! Enter Marshall Armor (あッ! 人間が溶ける! ヨロイ元帥登場, Ā! Ningen ga Tokeru! Yoroi-gensui Tōjō)
42. Snail Man's Experiments on People! (カタツムリ人間の人体実験!, Katatsumari Ningen no Jintaijikken!)
43. Foe or Friend? The Mysterious Riderman (敵か味方か? 謎のライダーマン, Teki ka Mikata ka? Nazo no Raidāman)
44. V3 Vs. Riderman (V3対ライダーマン, Buisurī Tai Raidāman)
45. Destron's X-Mas Present (デストロンのXマスプレゼント, Desutoron no Ekkusumasu Purezento)
46. Riderman! Where Will You Go? (ライダーマンよどこへゆく?, Raidāman yo Doko e Yuku?)
47. Ambushing! The Destron Leader!! (待ち伏せ! デストロン首領!!, Machibuse! Desutoron Shuryō!!)
48. Seen! The Destron Leader's Face!! (見た! デストロン首領の顔!!, Mita! Desutoron Shuryō no Kao!!)
49. One Gunshot! To Defeat Shirou Kazami!! (銃声一発! 風見志郎倒る!!, Jūsei Ippatsu! Kazami Shirō Taoru!!)
50. A Small Friendship (小さな友情, Chiisa na Yūjō)
51. You are Rider #4!! (ライダー四号は君だ!!, Raidā Yongō wa Kimi da!!)
52. Destron's Last Day (デストロン最後の日, Desutoron Saigo no Hi)

## Films
- 1973: Kamen Rider V3: filmversie van aflevering 2.
- 1973: Kamen Rider V3 Vs Destron Monsters
- 2007: Kamen Rider The Next Vervolg film van Kamen Rider the First en remake van de Kamen Rider V3 'series.

## Cast
- Shirō Kazami / Kamen Rider V3 (風見 志郎 / 仮面ライダーＶ３, Kazami Shirō / Kamen Raidā Bui Surī) - Hiroshi Miyauchi (宮内 洋, Miyauchi Hiroshi)
- Tōbei Tachibana (立花 藤兵衛, Tachibana Tōbei) - Akiji Kobayashi (小林 昭二, Kobayashi Akiji)
- Junko Tama (珠 純子, Tama Junko) - Hizuru Ono (小野 ひずる, Ono Hizuru)
- Shigeru Tama (珠 シゲル, Tama Shigeru) - Hideki Kawaguchi (川口 英樹, Kawaguchi Hideki)
- Jōji Yūki / Riderman (結城 丈二 / ライダーマン, Yūki Jōji / Raidāman) - Takehisa Yamaguchi (山口 豪久, Yamaguchi Takehisa) (Played as Satoru Yamaguchi (山口 暁, Yamaguchi Satoru))
- Doktor G (ドクトルＧ, Dokutoru Gē) - Jōtarō Senba (千波 丈太郎, Senba Jōtarō)
- Baron Fang (キバ男爵, Kiba Danshaku) - Eiji Gō (郷 鍈治, Gō Eiji)
- Archbishop Wing (ツバサ大僧正, Tsubasa Daisōjō) - Sachio Fujino (富士乃 幸雄, Fujino Sachio)
- Marshal Armor (ヨロイ元帥, Yoroi Gensui) - Bunya Nakamura (中村 文弥, Nakamura Bunya)
- Ken Sakuma (佐久間 ケン, Sakuma Ken) - Ken Kawashima (川島 健, Kwashima Ken)
- The Great Leader of Destron (デストロン首領, Desutoron Shuryō, Voice) - Gorō Naya (納谷 悟郎, Naya Gorō)
- Narrator (ナレーター, Narētā) - Shinji Nakae (中江 真司, Nakae Shinji)

## Muziek
Begintune
- "Fight! Kamen Rider V3" (斗え！仮面ライダーＶ３, Tatakae! Kamen Raidā Bui Surī) door Hiroshi Miyauchi en The Swingers

Eindtune
- "Song of the Kamen Rider Boys Team" (少年仮面ライダー隊の歌, Shōnen Kamen Raidā Tai no Uta) door Ichiro Mizuki en Columbia Yurikago-Kai (afleveringen 1-42)
- "Run Hurricane" (走れハリケーン, Hashire Harikēn) door Masato Shimon en Columbia Yurikago-Kai (afleveringen 43-52)

## Trivia
- Hiroshi Miyauchi, die Shirō Kazami speelt, is ook de zanger van de intromuziek voor de serie. Daarnaast deed hij ook mee in series als Himitsu Sentai Goranger, JAKQ Dengeki Tai, Kaiketsu Zubat, Tokkei Winspector, Tokkyuu Shirei Solbrain en Chouriki Sentai Ohranger.
- In 2007 werd een remake van de eerste aflevering van Kamern Rider V3 gemaakt als onderdeel van Kamen Rider the Next.